# Niederösch
Niederösch is een plaats en voormalige gemeente in het Zwitserse kanton Bern, en maakt deel uit van het district Emmental. Op 1 januari 2016 ging de gemeente op in de gemeente Ersigen.
Niederösch telt 234 inwoners.